# Alert (série télévisée)
Alert (Alert: Missing Person Unit) est une série télévisée américaine en trente épisodes de 44 minutes créée par John Eisendrath et Jamie Foxx, et diffusée entre le 8 janvier 2023 et le 27 mai 2025 sur le réseau Fox, et en simultané au Canada sur le réseau CTV pour la première saison, puis sur CTV 2.
En France, la série est diffusée depuis le 11 janvier 2025 sur M6,, et en Suisse depuis le 6 janvier 2025 sur RTS 1.

## Synopsis
Jason Grant et Nikki Batista sont enquêteurs au sein de l'unité des personnes disparues du département de police de Philadelphie. Ils ont pour mission d'aider les gens à retrouver leurs proches disparus tout en essayant de découvrir la vérité sur la disparition de leur fils, six ans plus tôt.

## Distribution

### Acteurs principaux
- Scott Caan (VF : Jérôme Pauwels) : Jason Grant.
- Dania Ramirez (VF : Ethel Houbiers) : Nikki Batista.
- Ryan Broussard (en) (VF : Mike Fédée) : Mike Sherman.
- Adeola Role (VF : Annie Milon) : Kemi Adebayo.
- Alisha-Marie Ahamed (VF : Anaïs Delva) : Wayne Pascal (depuis la saison 2).

#### Anciens acteurs principaux
- Graham Verchere (en) (VF : Esteban Oertli) : Lucas Hadley/Keith (saison 1).

### Acteurs récurrents
- Elana Dunkelman (VF : Laëtitia Godès) : Rachel, la médecin légiste.
- Gil Bellows : inspecteur Hollis Braun (saison 2).
- Diana Bang (en) (VF : Antonella Colapietro) : Helen Gale (depuis la saison 2).
- Reedan Elizabeth (VF : Salma Cordier) : officier Brooks (depuis la saison 2).
- Malcolm-Jamal Warner : inspecteur en chef Bill Houston (depuis la saison 3).
- Megalyn Echikunwoke : lieutenant Gabrielle Bennett (depuis la saison 3).

### Invités
- Petey Gibson (VF : Joachim Salinger) : C. Hemingway (principal saison 1).
- Fivel Stewart (VF : Marion Gress) : Sidney Grant (principale saison 1).
- Bre Blair (VF : Anne Massoteau) : June Butler.
- Conni Miu (VF : Juliette Baron) : Quinn Walker.
- Kendall Gender (en) (VF : Maëva Trioux) : Canary.
- Ian Tracey (VF : Emmanuel Karsen) : Charlie McGannon.

 Source et légende : version française (VF) sur RS Doublage.

## Production

### Développement
En mars 2022, il est annoncé que John Eisendrath et Sony Pictures Television développent la série pour le réseau Fox. En mai de la même année, Eisendrath est présenté comme showrunner et producteur exécutif aux côtés de Jamie Foxx et Datari Turner.
En mars 2023, Fox renouvèle la série pour une deuxième saison, diffusée pour la première fois le 5 mars 2024,.
En mai 2024, la série est renouvelée pour une troisième saison, diffusée à partir de 25 mars 2025,.
Le 6 juin 2025, la série est annulée.

### Distributions des rôles
En août 2022, Dania Ramírez est choisie pour l'un des rôles principaux, quelque temps plus tard, Scott Caan est annoncé comme deuxième rôle principal,. En octobre 2022, Adeola Role, Ryan Broussard et Graham Verchere sont annoncés comme réguliers de la série. En novembre 2022, Petey Gibson, Fivel Stewart et Bre Blair rejoignent le casting dans des rôles récurrents.
En janvier 2024, pour la deuxième saison, Alisha-Marie Ahamed est choisie comme nouvelle régulière tandis que Gil Bellows est annoncé comme récurrent de la série.
En février 2025, Malcolm-Jamal Warner et Megalyn Echikunwoke rejoignent le casting avec des rôles récurrents, pour la troisième saison.

### Tournage
La première saison de la série est tournée à Montréal, Québec à partir de septembre 2022,. Pour les deuxième et troisième saisons, la production déplace les lieux de tournage à Vancouver. Le tournage de la deuxième saison s'étend de décembre 2023 à avril 2024 et celui de la troisième saison, d'avril à juillet 2024,.

### Fiche technique
- Titre original : Alert: Missing Persons Unit.
- Développement : John Eisendrath (en) et Jamie Foxx.
- Photographie : Pierre Jodoin, David Moxness, Sylvaine Dufaux, Michael Wale (en) et François Dagenais.
- Direction artistique : Joseph Gagné, Vincent Gingras-Liberali et Peter Andringa.
- Décors : Anne Faubert, Paul Hotte (en), Annie Pomerleau, Josée Varéla et Alexandra Rojek.
- Costumes : Vicky Mulholland et Claire Nadon.
- Casting : Jennifer Cooper.
- Montage : Richard Schwadel, Stein Myhrstad, Daria Ellerman, Scott Boyd, Elyse Holloway, Annie Ilkow, Lisa Binkley, Skip Macdonald (en), Dorian Harris et Armando J. Sanchez.
- Musique : Dave Porter, Caleb Chan (en) et Brian Chan.
- Sociétés de production : Whale, Foxxhole Productions, Fox Entertainment et Sony Pictures Television.
- Sociétés de distribution : Fox.
- Pays d'origine :  États-Unis.
- Langue originale : Anglais.
- Format : Couleur - 16:9 (HDTV) - Son : stéréo.
- Genre : drame, thriller et procédure policière.
- Durée : 44–45 minutes.
- Public :
  -  États-Unis :  (interdit aux moins de 14 ans, contrôle parental obligatoire)

 Sauf indication contraire, les informations mentionnées dans cette section peuvent être confirmées par la base de données cinématographiques IMDb,  présente dans la section « Liens externes »..

## Épisodes
| Saisons | Saisons | Nombre d'épisodes | Diffusion originale | Diffusion originale |
| Saisons | Saisons | Nombre d'épisodes | Début de saison     | Fin de saison       |
| ------- | ------- | ----------------- | ------------------- | ------------------- |
|         | 1       | 10                | 8 janvier 2023      | 27 février 2023     |
|         | 2       | 10                | 5 mars 2024         | 14 mai 2024         |
|         | 3       | 10                | 25 mars 2025        | 27 mai 2025         |

### Première saison (2023)
1. Chloé
2. Hugo
3. Zoey
4. Andy
5. Miguel
6. Tim & Amy
7. Shannon
8. Craig
9. Briana
10. Max

### Deuxième saison (2024)
1. Bus 447
2. Benjamin Franklin
3. Gemma & Isabel
4. Maya
5. Mme Patty (Ms Patty)
6. Jedidiah & Lucy
7. @Kyra
8. Alexi
9. Paul Miller
10. Wayne (Federal Prisoner #07198F-068P)

### Troisième saison (2025)
1. Bella, Genevieve, Amelia, Tally & Kate
2. Badge #41870
3. Lay
4. Sophie
5. Violet
6. Lillian
7. April
8. Carmen
9. Burt
10. Chase

## Accueil

### Critiques
La première saison de la série recueille, sur l'agrégateur Rotten Tomatoes, 29 % de critiques positives, avec une note moyenne de 6,5/10 sur la base de 7 critiques collectées et un taux d'audience de 32 %. Metacritic, qui utilise une moyenne pondérée, attribue une note de 48 sur 100 sur la base de 6 critiques, indiquant des « critiques mitigées ou moyennes ». Sur l'Internet Movie Database, la série obtient une note de 6/10 pour 3 900 critiques.

### Audiences
| Saisons | Diffusion   | Nombre d'épisodes | Lancement      | Lancement       | Final           | Final           | Téléspectateurs (en moyenne) |
| Saisons | Diffusion   | Nombre d'épisodes | Date           | Téléspectateurs | Date            | Téléspectateurs | Téléspectateurs (en moyenne) |
| ------- | ----------- | ----------------- | -------------- | --------------- | --------------- | --------------- | ---------------------------- |
| 1       | Lundi, 21 h | 10                | 8 janvier 2023 | 4,03 million    | 27 février 2023 | 2,35 million    | 2,17 million                 |
| 2       | Mardi, 21 h | 10                | 5 mars 2024    | 1,54 million    | 14 mai 2024     | 1,00 million    | 1,14 million                 |
| 3       | Mardi, 21 h | 10                | 25 mars 2025   | 1,35 million    | 27 mai 2025     | 1,18 million    | 1,05 million                 |